# The SG Club
The SG Club（エスジー クラブ）は、東京都渋谷区の神南一丁目にあるバー。バーテンダーの後閑信吾が率いるSG Groupによって運営され、上海で営業する「Speak Low」「Sober Company」に続き展開するものである。2021年のAsia's 50 Best Bars 3位、2020年のThe World's 50 Best Bars 10位にランクインしている。

## 概要
店名の「SG」は、“Sip & Guzzle” を示す。Sipは“ゆっくり味わう”、Guzzleは “気軽に飲む”の意味があり、訪れる人の好みや気分によって自由な楽しみ方のできるバー、というコンセプトを表す。
「江戸時代にアメリカに渡った侍達が帰国してオープンしたバー」をテーマとして、そのストーリーが店舗デザインやカクテルメニューに反映されている。
全部で3フロアあり、フロアごとにスタイルやカクテルメニューが異なる。

### 1F
Guzzle
明るい雰囲気で“気軽に飲む”カジュアルスタイルバー。
カクテルのTakeaway（持ち帰り）を実施するコーナー「Guzzle Street」も常設。
このフロアのみスタンディングでも利用できる。

### B1F
Sip
落ち着いた雰囲気の中“味わって飲む”クラシックスタイルバー。
侍のストーリーがより色濃く反映された空間になっている。このフロアは一部時間帯で予約が可能である。
飲みながら靴磨きのサービスを受けられる一角「Sip & Shine」がある。

### 2F
Savor
会員制のシガーバー。
遣米使節団が経由したカリブの雰囲気と和の情緒を感じられる空間で、シガーとカクテルのペアリングを提案する。
ウォークイン・ヒュミドールを備える。

## デザイン
店舗デザインは、世界的なアワードで多くの受賞歴がある「WHOLEDESIGN」の杉山敦彦が担当している。

## 沿革

### 2018年6月
店舗オープン。「Guzzle」と「Sip」で構成される。

### 2018年11月
中国・上海に姉妹店「The Odd Couple」がオープン。

### 2019年1月
2Fの「Savor」が加わる。

### 2019年5月
ウィリアム・リード・ビジネス・メディアが主催する「ASIA'S 50 BEST BARS 2019」にて13位を受賞。
同アワードにおいて、後閑は「ALTOS BARTENDERS' BARTENDER」を受賞。

### 2019年7月
バー業界に最も影響を与える人物100名を選出する「Bar World 100」で、後閑が14人目に挙げられる。

### 2019年10月
ウィリアム・リード・ビジネス・メディアが主催する「THE WORLD'S 50 BEST BARS 2019」にて24位を受賞。

### 2020年5月
「ASIA'S 50 BEST BARS 2020」にて9位を受賞。
また、日本国内最高位にランクしたバーを称える賞「The Best Bar in Japan, sponsored by Nikka Whisky」が贈られた。

### 2020年11月
「THE WORLD'S 50 BEST BARS 2020」で日本国内では最高位となる10位を受賞。

### 2021年5月
「ASIA'S 50 BEST BARS 2021」にて3位を受賞し、再び「The Best Bar in Japan」が贈られた。

### 2021年12月
「THE WORLD'S 50 BEST BARS 2021」で日本最高位の18位を受賞。

### 2022年4月
「ASIA'S 50 BEST BARS 2022」で21位を受賞。

### 2022年12月
シガーラウンジ「Savor」のオープン4周年を記念し、ダビドフ・オブ・ジュネーブ・ジャパンと共同企画したシガーブランド「SG Cigar」を発表。「Davidoff Yamasa Petit Churchill -SG Edition- (Uncut)」の提供を開始した。

### 2023年7月
「ASIA'S 50 BEST BARS 2023」で14位を受賞。

### 2023年10月
「THE WORLD’S 50 BEST BARS 2023」で日本最高位となる36位を受賞。